# Station Radzymin Wąskotorowy
Station Radzymin Wąskotorowy is een voormalig spoorwegstation in de Poolse plaats Radzymin.